# Henrik Nikolai Krøyer

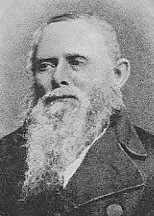
Henrik Nikolai Krøyer

Henrik Nikolai Krøyer (* 22. März 1799 in Kopenhagen; † 14. Februar 1870 ebenda) war ein dänischer Zoologe.

## Leben
Krøyer studierte zunächst Medizin an der Universität Kopenhagen und wechselte dann zu Geschichte und Philologie. Mit einigen anderen Studenten war er Freiwilliger in der griechischen Unabhängigkeitsbewegung. Nach seiner Rückkehr wandte er sich der Zoologie zu. Er war ab 1827 Lehrer in Stavanger, wo er Bertha Cecilie Gjesdal heiratete. Beide adoptierten den Sohn seiner Schwägerin, den späteren Maler Peder Severin Krøyer. 1830 war er wieder in Kopenhagen als Lehrer für Naturgeschichte an der Militärakademie (Akademie der Landkadetten, 1830/31) und danach an verschiedenen Kopenhagener Schulen. Ab 1834 war er in staatlichem Auftrag mit der Erforschung der Fischbestände Dänemarks befasst, was zu seinem Hauptwerk über die Fische Dänemarks führte. 1847 bis zu seinem Rücktritt aus Gesundheitsgründen 1869 war er Inspektor am Naturkundlichen Museum in Kopenhagen. 1845 wurde er Dozent für Zoologie an der Veterinärschule. 1853 erhielt er den Professorentitel.
Er war Gründer und Herausgeber der Zeitschrift Naturhistorisk Tidskrift. Sie musste zeitweise im Rahmen eines langwierigen Streits der dänischen Zoologen um die Ernennung von Japetus Steenstrup zum Professor für Zoologie in Kopenhagen sein Erscheinen einstellen. Steenstrup war bis dahin kaum als Zoologe hervorgetreten und seine Ernennung für Krøyer, der sich selbst große Hoffnung auf die Nachfolge von  Johannes Christopher Hageman Reinhardt (1776–1845) gemacht hatte, ein schwerer Schlag. Auf seiner Seite stand dabei unter anderem Jørgen Matthias Christian Schiødte, sein Nachfolger als Herausgeber der Naturhistorisk Tidkskrift.
Er befasste sich vor allem mit Fischen und Crustaceen Dänemarks, er besuchte aber auch die Küsten Westeuropas, Spitzbergens (1838/39) und Neufundlands (1853/54). Er ist vor allem bekannt für sein Werk über die Fische Dänemarks.
Sein Bruder war der dänische Komponist Hans Ernst Krøyer (1798–1879). Er komponierte die Melodie zur dänischen Nationalhymne (Der er et yndigt land).
1840 wurde er Mitglied der Königlich Dänischen Akademie der Wissenschaften. 1842 wurde er Ehrendoktor in Rostock. Im Jahr 1862 wurde er zum Mitglied der Deutschen Akademie der Naturforscher Leopoldina gewählt. Mit Daniel Frederik Eschricht war er einer der Gründer der Naturhistorisk Forening. Die Danmark-Expedition von 1906 bis 1908 gab einer Gruppe aus drei kleinen Inseln vor der Küste Nordostgrönlands den Namen Henrik Kröyers Holme.

## Schriften
- Grundtræk til Vejledning ved naturhistorisk Undervisning, 1833
- Naturhistorisk Lærebog for de første Begyndere, 1834
- De danske Østersbanker, 1837 (Digitalisat)
- Danmarks Fiske, 3 Bände, 1838 bis 1853 (Digitalisat)
- Grundtræk af Zoologien, 1838
- Grønlands Amfipoder, 1838 (Digitalisat)
- Erindringer af Henrik Krøyers liv 1821–1838 1870 (Digitalisat)